# Château de Saint-Malo (Ploërmel)

Le château de Saint-Malo est un château situé au lieu-dit Saint-Malo, à Ploërmel dans le Morbihan (France).

## Histoire
Le château est construit à proximité du manoir du même nom, datant du XVe siècle.